# Saint-Jean-sur-Vilaine

Saint-Jean-sur-Vilaine este o comună în departamentul Ille-et-Vilaine, Franța. În 1 ianuarie 2022 avea o populație de 1.376 de locuitori.